# Rheocricotopus isigadeeus
Rheocricotopus isigadeeus är en tvåvingeart som beskrevs av Sasa och Suzuki 2000. Rheocricotopus isigadeeus ingår i släktet Rheocricotopus och familjen fjädermyggor. Inga underarter finns listade i Catalogue of Life.